# Davey and Goliath
Davey and Goliath est une série télévisée d'animation de pâte à modeler américaine en soixante-treize épisodes de 15 minutes, diffusée entre le 25 février 1961 et le 19 décembre 2004 en syndication.

## Fiche technique
Sauf indication contraire, les informations mentionnées dans cette section peuvent être confirmées par la base de données cinématographiques IMDb,  présente dans la section « Liens externes ».
- Titre original : Davey and Goliath
- Réalisation : Art Clokey, Raymond Peck et Pete Kleinow
- Scénario : Dora P. Chaplin, Art Clokey, Nancy Moore, Dorothy Parkander et Dick Sutcliffe
- Photographie : Wady Medawar
- Musique : Douglas M. Lackey, John Seely, William Loose et Spencer Moore
- Casting :
- Montage : Woodward Smith, Don McIntosh et Patricia Peck
- Décors :
- Production : Art Clokey et Joe Clokey
  - Producteur délégué : Ruth Clokey et Dick Sutcliffe
- Sociétés de production : Clokey Productions, United Lutheran Church in America et Lutheran Church in America
- Société de distribution :
- Chaîne d'origine : Syndication (Catholic TV, Tri-State Christian Television, Odyssey Network, Hallmark Channel)
- Pays d'origine :  États-Unis
- Langue originale : anglais
- Genre : Animation de pâte à modeler
- Durée : 15 minutes

## Distribution
- Hal Smith : Goliath
- Dick Beals : David « Davey » Hansen
- Norma MacMillan : Davey Hansen
- Nancy Wible : Sally Hansen
- Ginny Tyler : Elaine Hansen
- Argus Spear Juillard
- Joan Gerber

## Épisodes

### Saison 1
1. Lost in a Cave
2. Stranded on an Island
3. The Wild Goat
4. The Winner
5. The New Skates
6. Cousin Barney
7. The Kite
8. The Mechanical Man
9. The Time Machine
10. On the Line
11. The Polka-Dot Tie
12. All Alone
13. The Pilgrim Boy

### Saison 2
1. The Silver Mine
2. The Waterfall
3. Down on the Farm
4. The Bell-Ringer
5. The Parade
6. Officer Bob
7. The Shoemaker
8. Ten Little Indians
9. Not for Sale
10. Dog Show
11. Boy Lost
12. The Runaway
13. The Sudden Storm

### Saison 3
1. Man of the House
2. Happy Landing
3. Bully Up a Tree
4. The Big Apple
5. The Bridge
6. Lemonade Stand
7. Rags and Buttons
8. A Dillar, A Dollar
9. Hocus Pocus
10. Editor-in-Chief
11. Jeep in the Deep
12. The Gang
13. Good Neighbor

### Saison 4
1. The Stopped Clock
2. Who, Me?
3. If at First, You Don't Succeed...
4. Finder's Keepers
5. Kookaburra
6. The Caretakers
7. The Hard Way
8. Rickety Rackety
9. Help
10. Boy in Trouble
11. The Greatest
12. Blind Man's Bluff
13. Who's George?

### Saison 5
1. The Family Of God.
2. Six-Seven-Six-Three
3. The Zillion-Dollar Combo
4. Upside Down and Backwards
5. Louder, Please
6. Ready or Not
7. Kum-Bay-Ah
8. Whatshisname?
9. Pices of Eight
10. Chicken
11. Doghouse Dreamhouse
12. Good Bad Luck
13. The Watchdogs
14. Come, Come to the Fair

### Épisodes spéciaux
1. Christmas Lost and Found
2. The New Year's Promise
3. Happy Easter
4. Halloween Who-Dun-It?
5. School: Who Needs It?
6. To the Rescue
7. Davey and Goliath's Snowboard Christmas